# Regione del Manyara
La regione del Manyara è una regione della Tanzania. Ha capoluogo Babati e prende il nome dall'omonimo lago.

## Distretti
La regione è divisa amministrativamente in 7 distretti:
1. Babati rurale (375 200)
2. Babati urbano (129 572)
3. Hanang (367 391)
4. Kiteto (352 305)
5. Mbulu (238 272)
6. Mbulu urbano (138 593)
7. Simanjiro (291 169)